# Stampfmühle

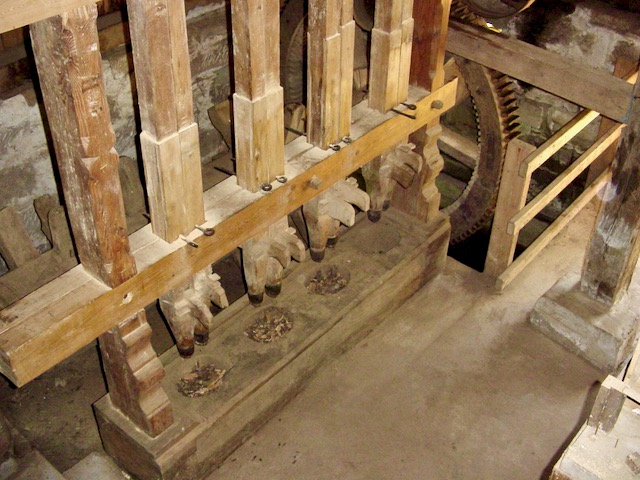
Historisches Stampfwerk der Ölmühle in der Brandhöfer Mühle bei Gschwend

Eine Stampfmühle (lateinisch pistrinum) ist eine Getreidemühle mit einem Stampfwerk, in der das Mahlprodukt in hohlen Klötzen oder Mörsern gestampft wurde. Sie stellt die Vorstufe der Mahlmühle dar. In der Archäologie wird pistrinum üblicherweise sowohl mit Mühle als auch mit Bäckerei übersetzt.
Es gibt auch Papier- und Ölmühlen mit Stampftechnik.